# Цуркану, Юрий Михайлович
Юрий Михайлович Цуркану (род. 8 февраля 1962, Кишинёв, Молдавская ССР, СССР) — российский театральный режиссёр, актёр, театральный педагог. Интерпретатор русской классики на театральной сцене. Режиссёр Санкт-Петербургского театра «Русская антреприза» имени Андрея Миронова.

## Биография
Юрий Михайлович Цуркану (наст. фамилия Цуркан) родился 8 февраля 1962 года в Кишинёве. Ученик Г. А. Товстоногова. Окончил Кишинёвскую консерваторию по классу «Артист драматического театра». В 1985 году приехал в Ленинград, где поступил в Ленинградский институт театра, музыки и кинематографии имени Н. К. Черкасова (ныне — РГИСИ) на курс Георгия Александровича Товстоногова. После смерти Г. А. Товстоногова и первого педагога курса А. И. Кацмана основным педагогом будущего режиссёра стала Ирина Борисовна Малочевская. Однокурсниками Юрия Цуркану по мастерской Товстоногова были В. Крамер, Н. Фиссон, С. Русскин, Влад Фурман.

## Этапы творческого пути
В 1990-х годах работал в театрах Петрозаводска (Карелия).
В 1998—1999 годах — главный режиссёр государственного театра кукол Республики Карелия. За постановки кукольных спектаклей на сцене этого театра (в том числе «Царевну-лягушку») четырежды был удостоен высшей театральной премии Республики Карелия — «Онежская маска».
В 2000 году был приглашён Рудольфом Фурмановым на постановку в театр «Русская антреприза» имени Андрея Миронова, где к юбилею А. Миронова им был поставлен спектакль по пьесе Аллы Соколовой «Фантазии Фарятьева» с Сергеем Бызгу (Павел Фарятьев) и Нелли Поповой (Александра) в главных ролях. После успешной постановки пьесы в 2000 году на сцене театра имени Миронова приступил к репетициям спектакля «Пять вечеров». Сценический вариант пьесы осуществлял драматург А. М. Володин, внёсший ряд корректив в текст, делавших явным, что главный герой Ильин отбывал заключение. Драматург и сам высказал желание участвовать в постановке Цуркану, выступая в роли Посетителя ресторана. Главные роли: Тамары и Ильина должны были исполнять петербургские артисты Ольга Самошина и Константин Воробьёв. Однако, постановке спектакля не было дано осуществиться. Подробный репетиционный процесс, первоначальный анализ психологических деталей, апологетом которых был и остаётся режиссёрский метод Цуркану, встретили неожиданное сопротивление актёрского и супружеского дуэта Самошиной и Воробьёва, настаивавших на зонах свободного актёрского творчества. Репетиции спектакля сошли на нет.
В 2000 году режиссёр возвращается в Петрозаводск. В 2003 году на сцене Национального театра Карелии Ю. Цуркану поставил спектакль по киносценарию Андрея Платонова «Семья Иванова». В 2005 году по приглашению Рудольфа Фурманова режиссёр возвращается в Санкт-Петербург и в 2008 году становится штатным режиссёром театра «Русская антреприза» имени Андрея Миронова.
Интерпретатор русской классики, в частности пьес А. Н. Островского, Л. Н. Толстого и А. П. Чехова на петербургской сцене. Обладая даром раскрытия авторского начала, режиссёрский язык Цуркану во многом следует не только своему учителю Г. А. Товстоногову, но в немалой степени продолжает театральные традиции Анатолия Эфроса и Петра Фоменко.
За десять лет с 2003 по 2012 годы поставил спектакли по практически не имеющим сценической истории пьесам А. Н. Островского «Шутники», «Пучина» и «Красавец-мужчина», произведениям М. Булгакова, Леонида Андреева, А. Чехова.
Ко многим спектаклям Цуркану (в том числе романс «Спрятался месяц за тучку» к спектаклю «Вишнёвый сад») музыка написана самим режиссёром.
В качестве кинорежиссёра снимал телевизионный сериал «Дорожный патруль».
Играет на драматической сцене, исполняя роли в спектаклях «Бег», «Дни нашей жизни», «Плоды просвещения», «Пучина», «Красавец-мужчина», «Вишнёвый сад». Снимается в эпизодических ролях в кино.
С 2008 года старший педагог на курсе Санкт-Петербургского театра «Русская антреприза» имени Андрея Миронова в Балтийском институте иностранных языков и межкультурного сотрудничества (БИИЯМС).

## Семья
- Жена — актриса театра и кино Цуркан Марина Алексеевна;
- Дочь — актриса театра и кино Гагарина Евгения Юрьевна

## Театральные постановки

### Музыкально-драматический театр Республики Карелия
- «Эзоп» Г. Фигейреду

### Национальный театр Республики Карелия
- 2001 «Возвращение» по мотивам киносценария Андрея Платонова «Семья Ивановых»

### Санкт-Петербургский театр «Русская антреприза» имени Андрея Миронова
- 2000 «Фантазии Фарятьева» А. Соколовой (художник-постановщик С. Бурякова, в ролях: С. Бызгу (Фарятьев), Н. Попова (Александра), В. Панина (мать Александры), И. Слободская (тётя Фарятьева), Н. Парашкина (Люба);
- 2006 «Шутники» А. Н. Островского (художник-постановщик О. Молчанов, в ролях: С. Барковский (Оброшенов), К. Каталымова (Анна Павловна), В. Матвеев (Хрюков);
- 2006 «Пучина» А. Н. Островского (художник-постановщик В. Фирер, в ролях: Е. Баранов (Кисельников), Т. Ткач (Боровцева), В. Матвеев (Боровцов), С. Дьячков (Погуляев), Р. Фурманов (Неизвестный);
- 2008 «Рыцарь Серафимы» («Бег») М. А. Булгакова (художник-постановщик В. Фирер, в ролях: С. Барковский (Чарнота), С. Дьячков (Хлудов), М. Драгунов (Голубков), Н. Попова (Серафима Корзухина), И. Волгина (Люська), В. Матвеев (Корзухин);
- 2009 «Исхитрилась, или Плоды просвещения» Л. Н. Толстого (художник-постановщик В. Фирер, в ролях: С. Кузнецов (Звездинцев), Ю. Лазарев (Доктор), Р. Фурманов (Гросман);
- 2010 «Дни нашей жизни» Л. Андреева (художник-постановщик В. Фирер, в ролях: И. Мазуркевич и Е. Симонова (Евдокия Антоновна), П. Толстун и Е. Черепанова (Оль-Оль), С. Дьячков и М. Драгунов (Глуховцев), С. Барковский (Онуфрий);
- 2010 «Третья голова» Марселя Эмэ (художник-постановщик В. Фирер, в ролях: С. Кузнецов, Н. Попова, О. Куликович, К. Каталымова, С. Дьячков);
- 2011 «Красавец-мужчина» А. Н. Островского (художник-постановщик В. Фирер, в ролях: Е. Баранов (Лотохин), Д. Воробьев и Н. Смирнов (Лупачев), О. Семёнова (Зоя Окаёмова), Я. Воронцов (Окаёмов), О. Феофанова (Сосипатра Семёновна), К. Кузьмина (Сусанна), Р. Ушаков (Пьер), А. Родимов (Жан), И. Волгина (Апполинария Антоновна);
- 2012 «Вишнёвый сад» А. П. Чехова (художник-постановщик В. Фирер, в ролях: Н. Попова (Раневская), Д. Воробьёв (Гаев), Э.Романов (Фирс), О. Куликович (Семеонов-Пищик), В. Щипицын (Лопахин), М. Драгунов (Петя Трофимов);
- 2012 «Голый король» Е. Л. Шварца (художник-постановщик О. Молчанов, в ролях: Е. Баранов (Король), В. Крылов/А. Могучев (Генрих), Р. Ушаков (Христиан), К. Кузьмина/М. Семёнова (Принцесса), И. Волгина (Первая Фрейлина), К.Датешидзе (Король-отец), О. Куликович (Министр нежных чувств), Р. Фурманов (Первый министр);
- 2014 «Алексей Каренин» В. В. Сигарева (художник-постановщик Е. Дмитракова, в ролях: Е. Баранов (Каренин), Е. Игумнова (Анна), К. Каталымова (Лидия Ивановна), А. Сулимов (Ландо), М. Драгунов (Вронский);
- 2014 «Баба Шанель» Н. Коляды (художник-постановщик В. Фирер, в ролях: Народные артистки РСФСР Татьяна Пилецкая, Вера Карпова, Ирина Соколова, з.а. РСФСР Лариса Леонова, актрисы Татьяна Захарова, Ксения Каталымова, артист Ярослав Воронцов).
- 2016 «Фальшивая монета» М. Горького (художник-постановщик В. Фирер, в ролях: Елена Калинина, Вера Латышева, Е. Симонова, С. Дьячков, А. Коваль, А. Родимов, Ф. Климов, А. Бычкова, И. Волгина, В. Франчук, Н. Данилов, П. Логачёв, Р. Орёл).

### Санкт-Петербургский театр «Приют комедианта»
- 2011 «Я — клоун Божий. Нижинский» (по мотивам дневника Вацлава Нижинского), (художник-постановщик О. Молчанов, в главной роли Сергея Дягилева — артист Михаил Николаев).

### Санкт-Петербургский академический театр имени Ленсовета
2017 «Земля Эльзы» Ярославы Пулинович (художник-постановщик В. Фирер, в главных ролях з.а. РСФСР Лариса Леонова и н.а. России Владимир Матвеев).
2019 «Валентин и Валентина» по пьесе М. Рощина (художник-постановщик А. Храмцов)

### Театр-фестиваль «Балтийский дом»
- 2018 «Ма-Мурэ» (по пьесе Жана Сармана). В главной роли н.а. России Татьяна Пилецкая

- 2019 «Семья в подарок» (по пьесе Надежды Птушкиной «Пока она умирала»). В главной роли н.а. России Татьяна Пилецкая

## Избранные роли в театре

### Санкт-Петербургский театр «Русская антреприза» имени Андрея Миронова
- Главнокомандующий Белой армии («Рыцарь Серафимы» («Бег») М.Булгакова);
- Блохин («Дни нашей жизни» Л.Андреева);
- Гросман, Доктор («Исхитрилась, или Плоды просвещения» Л.Толстого);
- Луп Лупыч Переярков («Пучина» А. Н. Островского);
- Никандр Семёныч Лупачёв («Красавец-мужчина» А. Н. Островского);
- Ландо («Алексей Каренин» В. Сигарева);
- Прохожий («Вишнёвый сад» А. П. Чехова)

## Награды и признание
- Четырежды Лауреат премии «Онежская маска»
- Лауреат Национальной театральной премии имени Евгения Лебедева. (2011. «За выдающийся вклад в развитие русского национального театрального искусства», за постановку спектакля «Дни нашей жизни» Л. Н. Андреева)